# Rafael Andriato
Rafael de Mattos Andriato (* 20. Oktober 1987 in São Paulo) ist ein brasilianischer Radrennfahrer.

## Karriere
Rafael Andriato begann seine Karriere 2007 bei dem brasilianischen Continental Team Memorial-Fupes-Santos. Im selben Jahr war er mit Etappensiegen bei südamerikanischen Rennen erfolgreich, und er gewann da Meeting Internacional de Goiânia sowie die Prova Ciclística 9 de Julho. 2011 siegte er beim Gran Premio Industrie del Marmo und bei einer Etappe der Tour do Rio. Nach vier Jahren ohne Vertrag fuhr er ab 2012 für italienische Teams, zunächst für Farnese Vini-Selle Italia. 2013 hatte er seinen einzigen Start bei einer Grand Tour, als er beim Giro d’Italia startete und Rang 165 belegte. In den folgenden Jahren gelangen ihm weitere Etappenerfolge, etwa bei der Vuelta a Venezuela (2014) und der Tour of Hainan (2016). 2019 wechselte er zum heimischen Team São Francisco Saùde/Klabin/SME Ribeirão Preto.
Im Januar 2020 stürzte Andriato bei einem Rennen in Argentinien auf sein Gesicht. Seine Verletzungen mussten mit 50 Stichen genäht werden.

## Erfolge
2007
- eine Etappe Volta do Rio de Janeiro
- zwei Etappen Volta do Estado de São Paulo
- eine Etappe Volta do Paraná
- Meeting Internacional de Goiânia
- Prova Ciclística 9 de Julho

2011
- Gran Premio Industrie del Marmo
- eine Etappe Tour do Rio

2012
- Jūrmala Grand Prix
- Châteauroux Classic de l’Indre

2013
- eine Etappe Tour do Rio

2014
- eine Etappe Vuelta a Venezuela
- drei Etappen Tour do Rio

2015
- Prolog Sibiu Cycling Tour

2016
- eine Etappe Tour of Hainan

2018
- eine Etappe Vuelta Ciclista del Uruguay

## Teams
- 2007 Memorial-Fupes-Santos
- 2012 Farnese Vini-Selle Italia
- 2013 Vini Fantini-Selle Italia
- 2014 Neri Sottoli
- 2015 Southeast
- 2016 Wilier Triestina-Southeast (ab 14. Juli)
- 2017 Wilier Triestina-Selle Italia
- 2019 São Francisco Saùde/Klabin/SME Ribeirão Preto
- 2020 São Francisco Saùde/Klabin/SME Ribeirão Preto